# Earth Conscious
Earth Conscious（アースコンシャス）は、2004年に結成された日本のバンド。

## 概要
民族楽器を中心としたトライバル・ジャムユニット（ジャムバンド）。現在のメンバーは6人。編成は流動的である。メンバーの多くは自らの楽器制作も行っている。様々なミュージシャン・ダンサー、アートペインティング等とのコラボレーションも展開。2010年、サンディーとのコラボレーションでレコーディングに参加。フジロックフェスティバルにも出演。

## メンバー
NASU（一五一会、キーボード）
BUN（カリンバ、ネイティブアメリカンフルート）
YAO（バラフォン、マリンブラ、パーカッション）
NATA （ディジュリドゥ）
RIE（パーカッション）
高橋"Jr."知治 （ベース、タヒチアンバンジョー）

## 共演者
ACHICO、倍音S（尾引浩志）

## 作品

### アルバム
- Earth Conscious（2006年）

### DVD
- Della 「屋久島 〜 世界自然遺産」（2007年）